# Gareth Sager
Gareth Sager (* 1960) je skotský hudebník (multiinstrumentalista), hrající na kytaru, klávesové nástroje, klarinet a saxofon, a hudební skladatel. Na klavír začal hrát ve věku pěti let. Později se začal zajímat o avantgardní skladatele, jako byli Karlheinz Stockhausen a John Cage. Koncem sedmdesátých a počátkem osmdesátých let byl členem skupiny The Pop Group. Následně působil v kapele Rip Rig + Panic. Po vydání tří alb se kapela přetransformovala v Float Up CP a vydala jedno další album. V letech 1987 až 1989 hrál v kapele Head. Rovněž vystupoval s básníkem Jockem Scotem, s nímž také nahrál desku The Caledonian Blues (2006). V roce 2009 vydal sólové album Slack Slack Music. Od roku 2010 vystupuje a nahrává s obnovenou skupinou The Pop Group. V říjnu 2017 vydal sólové klavírní album 88 Tuned Dreams. Své nahrávky také vydával pod jménem C.C. Sager.